# Test de Brazelton
El test de Brazelton o la escala neonatal de Brazelton es un instrumento de evaluación creado por Terry Brazelton y colaboradores en 1973 cuyo objetivo es valorar la calidad de respuesta del niño y la cantidad de estimulación que necesita. Para ello, tiene en cuenta patrones visuales, motrices y auditivos.
Suele aplicarse a los 3 o 4 días después del nacimiento del niño, pero no es obligatorio que lo realicen los centros de salud u hospitales. Es necesario aclarar que esta Escala no es comparable con el APGAR, test que hacen los neonatólogos cuando nacen los bebés, ya que la escala neonatal de Brazelton evalúa más variables y de forma cualitativa. El APGAR, en cambio, evalúa variables como frecuencia cardiaca, respiración, color, reflejos y da un índice al minuto de nacer, comparándolo con los 5 minutos posteriores.

## Aplicación y símbolos
La escala de Brazelton se aplica además diferenciadamente, en momentos de vigilia o de sueño.
Su correcta administración requiere por tanto comprender los símbolos que define la escala y que acompañan a cada una de las fases a llevar a cabo:
× (estrella de color azul) → estado de sueño.
o (círculo de color amarillo) → estado de vigilia.
1. Habituación (×):
Objetivo: evalúa la disminución de respuesta. Pretende que el niño sea capaz de seguir durmiendo pese a la presentación de ligeros estímulos aversivos.
Estímulos presentados: luz, táctil, sonido, destapar las sábanas.
Ejemplo: Los especialistas hacen brillar brevemente una luz en los ojos cerrados de un bebé. Generalmente, este muestra alguna incomodidad frente a este estímulo, pero cuando se repite el proceso varias veces, el niño comienza a obviar el estímulo y continúa dormido. La capacidad que tiene el bebé de no hacer caso a ese estímulo permite que conserve su energía para continuar durmiendo, lo que se denomina capacidad de habituación.
Si un bebé tiene problemas para bloquear el estímulo durante el examen, los padres sabrán que necesitan apoyar a su hijo, quizás siendo más cuidadosos y protegiéndolo de estímulos intensos. Este es el caso de los prematuros, que al contrario de lo que pueden pensar sus padres, es mejor estimularlos por una sola vía a la vez, por ejemplo, mecerlos o mostrarles un objeto, pero no ambas acciones al mismo tiempo, ya que tienen poca capacidad de regular sus estados de conciencia, y lloran con mayor facilidad.
2. Motor-Oral (o):
Objetivo: evaluar los reflejos de succión, pie y búsqueda del niño. Evaluar el tono muscular de brazos y piernas. Evaluar el tono muscular plantar.
3. Troncal (o):
Objetivo: evaluar aspectos tales como desvestirse, reflejos motrices...
Acciones: evaluar la presión palmar, la incorporación provocada (tirando del niño para que ejerza fuerza y se incorpore), reflejos de escalón, enderezamiento y marcha.
4. Vestibular (o):
Objetivo: evaluar la manipulación, estimulación y reflejos.
Acciones: evaluar movimientos defensivos (usando los estímulos que se utilizaron en la fase de habituación), el reflejo tónico del cuello y el reflejo moro.
5. Social-Interactiva (o):
Objetivo: evaluar la orientación y estimulación de la conciencia. 
Acciones: evaluar la orientación visual-animada (una persona) y visual-inanimada (un objeto en movimiento); evaluar la orientación auditiva animada (persona, palabras dirigidas al niño) e inanimada (objeto que provoca sonidos); evaluar la orientación visual y auditiva (simultáneas); evaluar la capacidad de ser consolado (¿se consuela él mismo, dejando de llorar, o es necesario que acuda uno de los progenitores?)
Ejemplo: “Hay bebés que prefieren para consolarse ciertas maniobras de los padres, como por ejemplo, ser mecido o tomado en brazos, o simplemente se tranquilizan hablándoles”, recalca la psicóloga Goldstein, “el Brazelton sirve para descubrir junto a los padres cómo prefiere el bebé ser consolado y aleja la idea de que los bebés tan pequeños son mañosos”.

## Comentarios de expertos
- ¿Por qué su uso si es apenas un bebé?

"Los profesionales recalcan que el bebé ya tiene 9 meses de experiencia y, por lo tanto, puede seguir un objeto, reconocer sonidos y tiene capacidad de habituarse a la estimulación visual o auditiva para mantenerse dormido."
- ¿Qué tipo de conductas analiza la escala de Brazelton?

Cuenta Goldstein que “por ejemplo, nosotros podemos mostrarle a los papás algunos comportamientos sociales del bebé. Además de reconocer la voz de su madre, le encantan los rostros humanos y le llaman mucho más la atención que los objetos inanimados. También prefieren las voces humanas frente a cualquier estímulo auditivo”.